# Kanon der neun Lyriker
Die neun lyrischen Dichter waren ein Kanon altgriechischer Autoren, die von den Gelehrten des hellenistischen Alexandria eines kritischen Studiums für wert befunden wurden.

## Entstehungsgeschichte
Bezeugt ist der Kanon erstmals in der Anthologia Palatina, einer Sammlung von Gedichten und Epigrammen in altgriechischer Sprache. Dort nennt Antipatros von Thessalonike acht der neun Dichter in folgender Reihenfolge als Begründer und Vollender der Lyrik:
- Pindar (Chorlyrik, 5. Jh. v. Chr.)
- Bakchylides (Chorlyrik, 5. Jh. v. Chr.)
- Sappho (monodische Lyrik, 6. Jh. v. Chr.)
- Stesichoros (Chorlyrik, 6. Jh. v. Chr.)
- Simonides von Keos (Chorlyrik, 5. Jh. v. Chr.)
- Ibykos (Chorlyrik, 6. Jh. v. Chr.)
- Alkaios (monodische Lyrik, 6. Jh. v. Chr.)
- Alkman (Chorlyrik, 7. Jh. v. Chr.)

Spätere Quellen nennen Anakreon (monodische Lyrik, 6. Jh. v. Chr.) als neunten Lyriker im Kanon. Die nach Sappho bedeutendste Dichterin Korinna wurde teilweise diesem alexandrinischen Kanon zugerechnet. Dies könnte als Parallele zu einem anderen Epigramm des Antipatros von Sidon gesehen werden, in dem Sappho als zehnte zum eigentlich geschlossenen Kreis der neun Musen hinzugezählt wird.
Analog zum Kanon der neun Lyriker entwarf Antipatros von Thessalonike auch einen Kanon der neun Lyrikerinnen, der Praxilla, Moero, Anyte von Tegea, Sappho, Erinna, Telesilla, Korinna, Nossis und Myrtis umfasst.

## Kontext zur Kanonisierung
Bis in byzantinische Zeit galten die neun Lyriker in der Reihenfolge, in der sie erstmals in einem hellenistischen Epigramm bezeugt sind, als kanonisch. Das Schrifttum dieser Dichter wird traditionell in Chorlyrik und monodische Lyrik unterteilt. Diese Trennung wird heutzutage jedoch in Frage gestellt. Dieser lyrische Neunerkanon umfasste nur Dichter, die Texte in Strophen verfassten (Lieddichtung oder Melik); daneben gab es die anderen poetischen Gattungen des Iambos, der Elegie, die heutzutage ebenfalls als griechische Lyrik bezeichnet werden, und die ebenfalls stets im Metrum abgefassten Großformen des Epos und des Dramas.